# Чорноморський єврорегіон

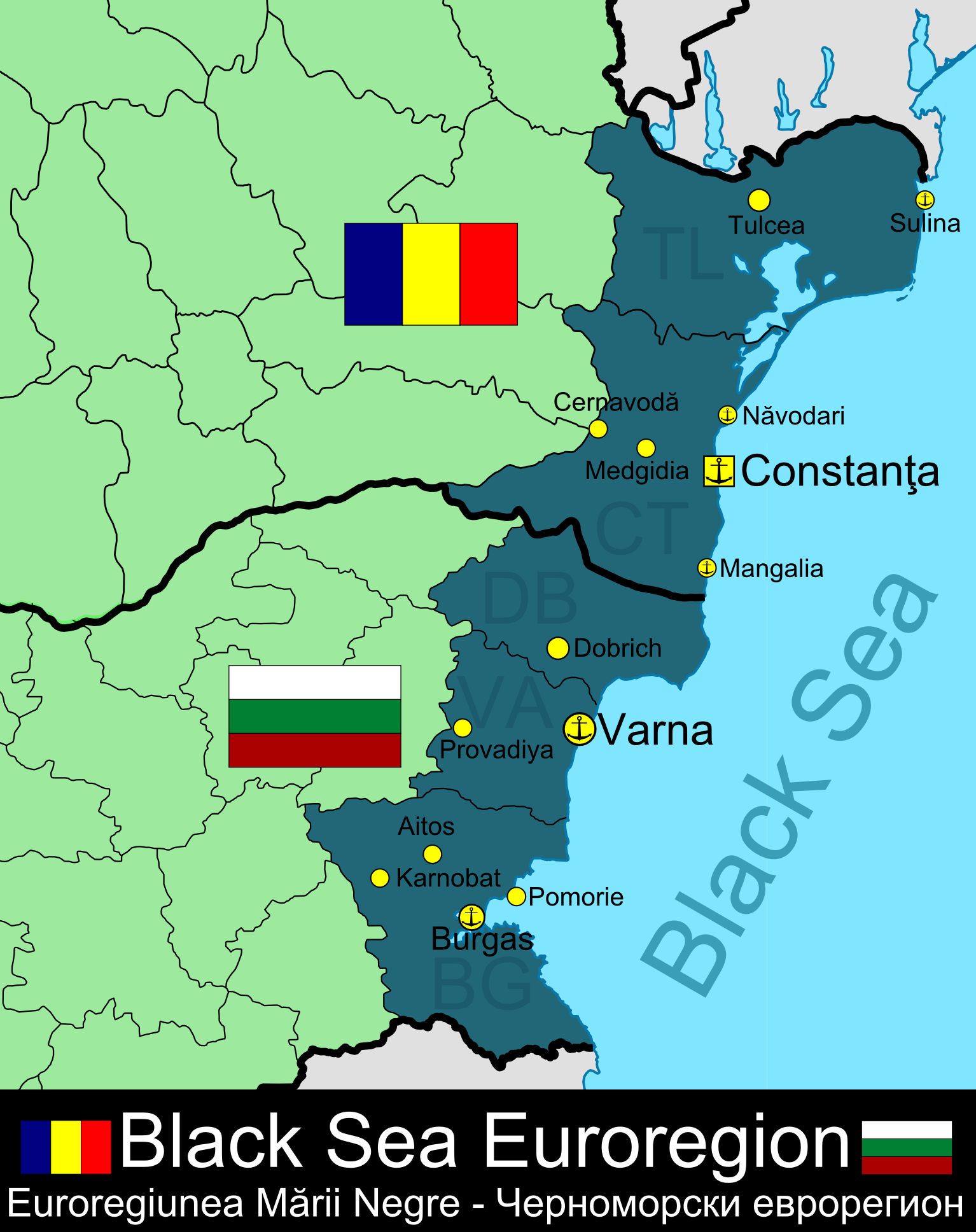
Карта Чорноморського єврорегіону

Чорноморський єврорегіон (болг. Черноморски еврорегион, рум. Euroregiunea Mării Negre) — приморський єврорегіон, розташований на території Болгарії та Румунії.

## Створення
Чорноморський єврорегіон заснував Конгрес Ради Європи 26 вересня 2008 року, коли 14 органів влади в чотирьох країнах підписали установчий акт.

## Склад
Регіон складається з:
- Бургаська область, Добрицька область і Варненська область в Болгарії (16 300 км2,[2] 1 060 000 мешканців[3])
- Констанцький повіт і Тулчський повіт в Румунії (15 600 км2, 980 000 жителів[4])

Найбільше місто — Варна. Адміністративний центр єврорегіону — Варна. Порт Констанца є найбільшим портом на Чорному морі.

## Найбільші міста
Це список міст регіону з населенням понад 10 000 жителів:
| Місто     | Наслення | Метро   | Країна   |
| --------- | -------- | ------- | -------- |
| Варна     | 332,686  | 523,737 | Болгарія |
| Констанца | 310,471  | 446,595 | Румунія  |
| Бургас    | 200.264  | 410,000 | Болгарія |
| Тулча     | 92,379   |         | Румунія  |
| Добрич    | 89,472   |         | Болгарія |
| Меджидія  | 44,850   |         | Румунія  |
| Мангалія  | 41,153   |         | Румунія  |
| Неводарі  | 34,669   |         | Румунія  |
| Чернаводе | 19,890   |         | Румунія  |
| Айтос     | 19,537   |         | Болгарія |
| Карнобат  | 18,394   |         | Болгарія |
| Поморіє   | 14,170   |         | Болгарія |
| Овідіу    | 13,458   |         | Румунія  |
| Несебир   | 13,347   |         | Болгарія |
| Провадія  | 13,090   |         | Болгарія |
| Каварна   | 11,368   |         | Болгарія |
| Балчик    | 11,321   |         | Болгарія |
| Хиршова   | 11,198   |         | Румунія  |
| Мурфатлар | 10,857   |         | Румунія  |
| Мечин     | 10,625   |         | Румунія  |
| Бабадаг   | 10,037   |         | Румунія  |

## Мета
Ініціатива «Чорноморський єврорегіон» спрямована на заохочення більшої обізнаності та дбайливого використання ресурсів Чорного моря та їх сталого управління, а також процесів регіоналізації в регіоні.